# Soemy
Soemy (Oekraïens: Суми) is een stad in het Oost-Europese land Oekraïne, en het bestuurlijke centrum van de oblast Soemy. Tijdens de volkstelling van 2021 had het een bevolking van 259.660 mensen.

## Ligging
De stad ligt aan de rivier de Psel, zo'n 30 km van de Russische grens.

## Geschiedenis
Soemy is gesticht in 1652 als een fort van de Kozakken. Het was bedoeld om Sloboda-Oekraïne te beschermen tegen aanvallen van de Krimtataren. Nadat deze aanvallen over waren en het gebied werd ingelijfd bij het Russische Rijk, veranderde Soemy in een belangrijk economisch centrum.
De stad werd gedurende de Duitse bezetting van Oekraïne tussen 1941 en 1943 zwaar getroffen. De verwoeste delen werden na de oorlog opnieuw gebouwd.
Op 24 februari 2022, de eerste dag van de Russische invasie van Oekraïne, werd Soemy aangevallen door Russische troepen in de Slag om Soemy.

## Geboren
- Sergej Adamovitsj Kovaljov (1930-2021), Sovjet-dissident en politicus
- Volodymyr Holoebnytsjy (1936-2021), snelwandelaar
- Svitlana Konstantynova (1975), schaatsster
- Oleksandr Bilanenko (1978), biatleet
- Maryna Hladoen (1992), beachvolleyballer